# Магистратские крестьяне
Магистратские крестьяне — категория украинских крестьян, находившихся в феодальной зависимости от магистратов  в XIV—XVIII веках. За пользование земельными наделами магистратские крестьяне до середины XVI столетия платили чинш. Затем они обязаны были платить ещё и натуральную дань, а с XVII века была введена также барщина. После раздела Речи Посполитой в 1772 году, после которого Восточная Галиция вошла в состав Австро-Венгрии, магистратские крестьяне были превращены в государственных.

## Ссылка
- История городов и сел УССР. Гл. редакция Украинской советской энциклопедии. — Киев, 1978.